# Herodium

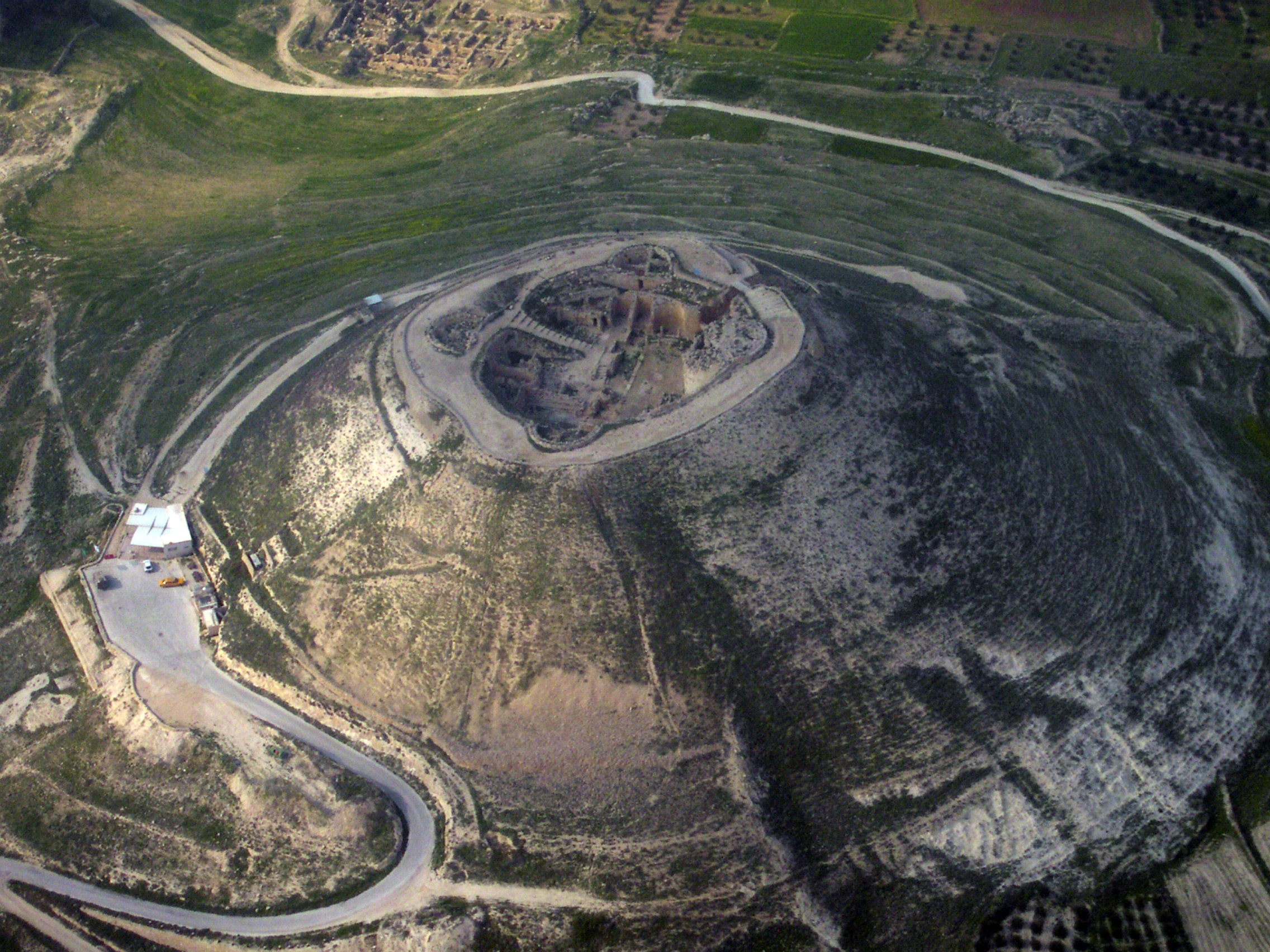
Herodium från ovan

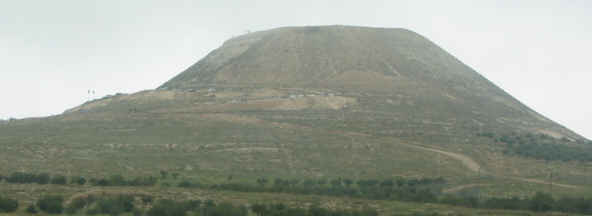
Herodium från dess sydsida

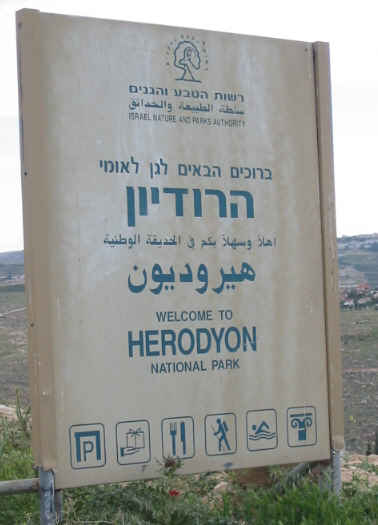
Trespråkig skylt vid ingången

Herodium eller Herodion (hebreiska: הרודיון) är en konformad kulle med en höjd på cirka 758 m ö.h som ligger på Västbanken i Palestina, cirka 12 kilometer söder om Jerusalem.

## Historia
Herodium byggdes som en fästning åt Herodes den store cirka åren 24–12 f.Kr. Under romartiden var Herodium ett av de största palatsen i Romerska riket. Fästningen förstördes år 71 av den X.  romerska legionen (Fretensis) under romarnas fälttåg mot Masada.
Efter Herodes död tog hans son Archelaos över fästningen, och när landet blev en romersk provins blev det den romerske prefektens högsäte. Efter Jerusalems fall användes återstoden av fästningen av judiska upprorsmän, och slutligen tog bysantinska munkar över kullen och gjorde den till en koloni för spetälskesjuka. Under 600-talet övergavs kullen.
Den 7 maj 2007 släpptes uppgiften att professor Ehud Netzer vid Hebreiska universitetet hade återfunnit Herodes grav i området som utgrävts sedan 1972.

## Byggnaden
Fästningen är omskriven av historieskrivaren Josefus Flavius.
Efter att kullens topp höjdes ytterligare lät Herodes bygga ett citadell med dubbla murar och 4 vakttorn. Innanför fanns bland annat ett palats med borggård, ett stort badhus, en hall (triclinium) och en rad vattencisterner.
Vid foten av kullens norra sida byggdes "Nedre Herodium", ett ytterligare palatsområde med flera byggnader och trädgårdar som bevattnades med vatten från en bassäng som uppkallats efter kung Salomo.